# Nikolaos Gountoulas
Nikolaos „Nikos“ Gountoulas (griechisch Νικος Γκουντουλας; * 4. Februar 1985 in Kozani, Griechenland) ist ein ehemaliger griechischer Ruderer.

## Karriere
Im Jahr 1999 begann Nikolaos Gountoulas gemeinsam mit seinem Zwillingsbruder Apostolos mit dem Rudersport. Die Gebrüder ruderten in ihrer Karriere meist zusammen in verschiedenen Booten und erzielten die gleichen Erfolge. Gountoulas startete zwischen 2001 und 2007 achtmal bei Nachwuchs-Weltmeisterschaften. Im U23-Bereich gelangen ihm dabei dreimal der Gewinn einer Silbermedaille (2004 bis 2006) und einmal der Gewinn einer Goldmedaille 2007. Er startete dabei jeweils als Leichtgewicht.
Ab 2004 wurden die Gountoulas-Zwillinge auch in der offenen Altersklasse eingesetzt. Beim Ruder-Weltcup in Eton belegten sie im Leichtgewichts-Vierer ohne Steuermann den achten Platz. 2006 folgte der erste Einsatz bei den Weltmeisterschaften der offenen Altersklasse. Im leichten Vierer-ohne platzierte sich das griechische Quartett auf Platz 15, im Jahr 2007 in leicht veränderter Besetzung auf Rang 13. Für Nikolaos Gountoulas und seinen Bruder Apostolos erwies sich der Gang in den leichten Zweier ohne Steuermann zur Saison 2008 als Schlüssel zum Erfolg, denn hier konnten sie bei den Weltmeisterschaften der nicht-olympischen Bootsklassen in Linz die Goldmedaille gewinnen und Weltmeister werden. Wenig später gewannen sie auch im Vierer-ohne der offenen Gewichtsklasse mit Georgios Tziallas und Giannis Tsilis die Goldmedaille bei den Europameisterschaften 2008 in Athen.
Im neuen Olympiazyklus wechselten die Gountoulas-Zwillinge dauerhaft in die offene Gewichtsklasse. 2009 ruderten sie im Zweier-ohne bei den Weltmeisterschaften in Posen auf den Bronzerang und gewannen den Europameistertitel in Brest. Für ein Jahr stiegen sie danach in den schweren Vierer-ohne mit Stergios Papachristos und Giannis Tsilis um, erreichten Silber jeweils bei den Europa- und Weltmeisterschaften 2010. Mit dem Ziel der Olympiateilnahme im Zweier-ohne gingen Nikolaos und Apostolos Gountoulas 2011 zurück in den Zweier, wurden dort erneut Europameister und belegten Platz 4 bei den Weltmeisterschaften in Bled. Auch die Qualifikation für die Olympischen Sommerspiele 2012 war damit gelungen: im Zweier-ohne gingen die Gountoulas-Zwillinge bei der olympischen Ruderregatta auf dem Dorney Lake an den Start, sie belegten Platz 9. Zum Abschluss ihrer internationalen Karrieren starteten sie wenige Wochen nach den Olympischen Spielen bei den Europameisterschaften im italienischen Varese und gewannen eine weitere EM-Goldmedaille im Vierer-ohne mit Ioannis Christou und Georgios Tziallas.
Gountoulas startete für den Verein Omilos Filon Thalassis in seiner Heimatstadt Thessaloniki. Bei einer Körperhöhe von 1,85 m betrug sein Wettkampfgewicht als Leichtgewicht 68 kg, später in der offenen Gewichtsklasse rund 81 kg.